# Julian Beck (dziennikarz)
Julian Artur Beck (ur. 11 grudnia 1954) – dziennikarz i redaktor związany z Łodzią.

## Wykształcenie
Absolwent XXI LO w Łodzi i filologii rosyjskiej na Uniwersytecie Łódzkim

## Praca zawodowa
Wieloletni redaktor naczelny Expressu Ilustrowanego, a od 2000 roku Dziennika Łódzkiego. W 2003 r. kierował jednocześnie dziennikami Słowo Polskie i Gazeta Wrocławska, które w tym samym roku zostały połączone. W 2004 r. został wiceprezesem zarządu koncernu prasowego Polskapress, z którym rozstał się w 2007 r. Po odejściu z mediów założył firmę doradczo-konsultingową.

## Życie prywatne
Jego rodzicami byli dziennikarze – Leopold Beck i Irena Beck. Jest bratem dziennikarza – Andrzeja Becka.